# Anna Pàssokha
Anna Pàssokha (rus: Анна Борисовна Пасоха)  (Moscou, 1 de febrer de 1949), de casada Alióixina (Алёшина) és una ex-remadora russa que va competir sota bandera de la Unió Soviètica durant la dècada de 1970.
El 1976 va prendre part en els Jocs Olímpics de Mont-real, on guanyà la medalla de bronze en la competició del quatre amb timoner del programa de rem. Formà equip amb Lyudmila Krokhina, Lidiya Krylova, Galina Mishenina i Nadezhda Sevostyanova. En el seu palmarès també destaca una medalla d'or al Campionat d'Europa de rem.